# Chi Andromedae
Ne doit pas être confondu avec Andromède X.
Désignations
Chi Andromedae (χ Andromedae / χ And) est une étoile binaire de la constellation boréale d'Andromède. Elle est visible à l'œil nu et sa magnitude apparente combinée est de 5,01. D'après les mesures de sa parallaxe annuelle réalisées par le satellite Gaia, le système est distant d'environ ∼ 264 a.l. (∼ 80,9 pc) de la Terre. Il s'éloigne du Système solaire à une vitesse radiale héliocentrique de +7 km/s.

## Propriétés
Chi Andromedae est très probablement une binaire spectroscopique avec une période orbitale estimée de 21,5 ans et une excentricité de 0,37. L'étoile primaire, Chi Andromedae A, est une géante jaune de type spectral G8 III, qui a épuisé les réserves en hydrogène de son noyau et qui a évolué hors de la séquence principale. Son rayon s'est étendu de telle sorte qu'il est maintenant neuf fois plus grand que le rayon solaire. Elle est 47 fois plus lumineuse que le Soleil et sa température de surface est de 5 070 K. L'étoile apparaît tourner très lentement sur elle-même, ne présentant pas de vitesse de rotation projetée mesurable. Son compagnon, Chi Andromedae B, est probablement une étoile naine de type G ou K.

## Nomenclature
χ Andromedae, latinisé en Chi Andromedae, est la désignation de Bayer de l'étoile. Elle porte également la désignation de Flamsteed de 52 Andromedae.
En astronomie chinoise traditionnelle, Chi Andromedae fait partie de l'astérisme de Tianda jiangjun (en chinois 天大將軍, Tiān Dà Jiāng Jūn), représentant un militaire de haut rang décrit comme le « Général céleste ».